# Fairview (Comtat de Westchester)
Fairview és una lloc designat pel cens del Comtat de Westchester (Nova York) dels Estats Units d'Amèrica.

## Demografia
Segons el cens dels Estats Units del 2000 Fairview tenia 2.887 habitants, 936 habitatges, i 673 famílies. La densitat de població era de 2.592,3 habitants per km².
Dels 936 habitatges en un 32,9% hi vivien nens de menys de 18 anys, en un 36,9% hi vivien parelles casades, en un 28,6% dones solteres, i en un 28% no eren unitats familiars. En el 23,5% dels habitatges hi vivien persones soles l'11,1% de les quals corresponia a persones de 65 anys o més que vivien soles. El nombre mitjà de persones vivint en cada habitatge era de 3,04 i el nombre mitjà de persones que vivien en cada família era de 3,53.
Per edats la població es repartia de la següent manera: un 26,7% tenia menys de 18 anys, un 8,2% entre 18 i 24, un 30,4% entre 25 i 44, un 22,3% de 45 a 60 i un 12,4% 65 anys o més.
L'edat mediana era de 36 anys. Per cada 100 dones de 18 o més anys hi havia 80,3 homes.
La renda mediana per habitatge era de 50.905 $ i la renda mediana per família de 60.259 $. Els homes tenien una renda mediana de 32.276 $ mentre que les dones 34.448 $. La renda per capita de la població era de 24.219 $. Entorn del 9,3% de les famílies i el 12% de la població estaven per davall del llindar de pobresa.